# Galáxia Anã de Pisces
A Galáxia Anã de Pisces é um pequena galáxia irregular e parte do Grupo Local. É a possível galáxia satélite da Galáxia do Triângulo (M33). Na direção da constelação de Pisces, a galáxia é chamada de Pisces ou, para diferenciá-la de outros objetos astronômicos de nome similar, Anã de Pisces. De acordo com os o deslocamento de suas linhas espectrais, calcula-se que esta galáxia esteja se aproximando da Via Láctea com uma velocidade de 287 km/s. Seu tipo morfológico está classificado alternativamente entre esferoidal anã e irregular anã, e isto é muito raro, só há duas galáxias conhecidas desse tipo.

## História
Esta galáxia foi descoberta por Karachentseva em 1976.